# Tantive IV
A Tantive IV egy alderaani korvett cirkáló a Csillagok háborúja univerzumában. A korvett az Organa ház tulajdona volt. Központi szerepe volt a Galaktikus Polgárháború alatt és a lázadásban. Vader csillagrombolója semmisítette meg, nem sokkal a yavini csata előtt.

## Jellemzői
A Tantive IV korvett általánosságban fehér színű, piros csíkokkal. Sokszor diplomáciai vacsorákat szerveztek a hajón. Tartalmazott dupla lézerágyút és 4 darab lézerágyút. A korvettnek 9 db ionturbinás hajtóműve volt, igen nagy tolóerővel. Egy bolygó légkörében elérhette a 950 km/h sebességet.

## Története
A Tantive IV Bail Organa tulajdona volt a klónháborúk alatt és utána. Organa ezzel a korvettel utazott, hogy Toydaria érdekében tárgyaljon Katuunko királlyal, hogy élelmiszert tudjanak vinni a Rylothra a Toydaria rendszeren keresztül. Egy évvel a Galaktikus Birodalom felemelkedés után Ahsoka Tano a Tantive IV-re ment, hogy találkozzon Bail Organával. Ebben az esetben R2-D2 segítséget nyújtott, titokban kinyitotta a korvett egy légzsilipjét. Így Ahsoka sikeresen megmenekült. Később segített a Raada holdat evakuálni.
Öt évvel a yavini csata után a hajóra visszatért R2-D2 és C-3PO, akik segítettek egy ionpuskás fegyvert ellopni a lázadókkal együtt. Ezzel a Szellem legénysége találkozhatott Bail Organa szenátorral. Amikor Leia Organa már majdnem felnőtt volt, a Tantive IV-et használta a Wobani menekültek evakuálására. Több mint 100 menekültet vitt az Alderaanra. Bail titkos tárgyalásokat folytatott a Wobani lakosok elköltöztetésére. Leia, amikor befejezte a Szív Próbáját, több élelmiszert vitt a Chal Huddára és a Chesmeene bolygóra. Bail ezalatt még mindig a hajó tulajdonosa volt, hogy segítse a lázadást. Egyszer a Paucrisról evakuált egy legénységet a korvettre, miután Leia értesült, hogy egy birodalmi flotta közeledik.
Röviddel a yavini csata előtt a Tantive IV-nek egy küldetése volt a Scarifi csatában, amelyben súlyosan megsérült a hajtómű és a hiperhajtómű. Így viszont nagy javításokat kellett végrehajtani a hajón. Leia a Tantive IV-re száll, hogy a Tatuinra repüljön, hogy találkozzon Obi-Wan Kenobival. A csata után alig tudott leválni a lázadó flotta hajóráról és elmenekült a Halálcsillag tervrajzaival. Amikor a Tatuinhoz ért, Vader zászlóshajója, a Devastator tüzet nyitott a korvettre. Mivel a pajzsok csak részben működtek, nem tudták elhárítani a lövedékeket és elkapták őket. Az egész legénység megadta magát, viszont nem találták meg a Halálcsillag tervrajzát, mivel Leia R2-ba rejtette a tervrajzokat. R2 és 3PO megmenekült. Vader kiadta a parancsot, hogy pusztítsák el a hajót.

## A színfalak mögött
A Tantive IV először az Egy új reményben jelenik meg, mint az Alderaani Királyi Ház tulajdona. 2010-ben a Lucasfilm közlése szerint a Sith-ek bosszújában Bail Organa valójában egy másik korvettel utazott.

## Megjelenése

### Filmekben
- Csillagok háborúja IV: Egy új remény "első megjelenés"

### Könyvekben
- Claudia Gray: Star Wars – Leia, az Alderaan hercegnője
- Claudia Gray: Star Wars – Elveszett csillagok
- Zsivány Egyes – Egy Star Wars-történet (regényváltozat)
- Új remény: a hercegnő, a cseléd és a farmer fiú
- Bizonyos szempontból
- Claudia Gray: Star Wars – Vérvonal "csak megemlítve"
- Star Wars: Az utolsó jedik (regényváltozat) "csak megemlítve"

## További információ
- Képek az interneten a hajóról